# Горња Папратница
Горња Папратница је насељено мјесто у општини Какањ, Федерација Босне и Херцеговине, БиХ.

## Становништво
| Демографија | Демографија | Демографија |
| Година      | Становника  | Становника  |
| ----------- | ----------- | ----------- |
| 1991.       | 142         |             |